# Heuqueville, Eure
Heuqueville är en kommun i departementet Eure i regionen Normandie i norra Frankrike. Kommunen ligger i kantonen Les Andelys som tillhör arrondissementet Les Andelys. År 2022 hade Heuqueville 347 invånare.

## Befolkningsutveckling
Antalet invånare i kommunen Heuqueville
Referens:INSEE